# Tiempo de plancha
El tiempo de plancha o estadía (en francés starie, y en inglés laytime), en transporte marítimo, en régimen de fletamento, es el plazo que un buque debe permanecer en puerto dedicado a operaciones de carga y descarga de la mercancía. Aparece en el contrato de transporte marítimo en régimen de fletamento por viaje, llamado «póliza de fletamento», ya que forma parte de la negociación entre armador o naviero fletante y cargador (o fletador).
El tiempo de plancha empieza a contar desde el momento en que el armador comunica al fletador que el barco está listo para recibir o entregar mercancías, con el llamado «aviso de alistamiento» (en inglés, notice of readiness) y este último lo acepta.

## Expresiones frecuentes del tiempo de plancha
Cuando se expresa el tiempo de plancha en días detrás de la cifra pueden aparecer unas iniciales o expresiones que tienen los siguientes significados:
- SHINC, Sundays and Holidays Included, cuentan todos los días, incluso domingos y festivos.
- SHEX, Sundays and Holidays Excluded, domingos y festivos excluidos: no cuentan los domingos y festivos aceptados en la póliza de fletamento.
- SHEX UU, Sundays and Holidays Excluded Unless Used,[2] domingos y festivos excluidos a no ser que se usen: cuentan los domingos y festivos que se hayan utilizado para la carga o descarga.
- SHEX EIU, Sundays and Holidays Excluded Even If Used, domingos y festivos excluidos incluso aunque se usen: no cuentan los domingos y festivos, en absoluto.
- WWD, Weather Working Days, cuentan solo los días laborables en que el tiempo permita realizar la carga o descarga.
- WWD 24 CH, Weather Working Days 24 Consecutive Hours, cuentan los días laborables con 24 horas seguidas de buen tiempo que permitan realizar la carga o descarga.
- ATUTC, All Time Used To Count, cuenta todo el tiempo utilizado.

## Demoras o adelantos
Si el buque permanece en el puerto un plazo mayor de tiempo que el estipulado, debido al fletador, ha incurrido en «demoras» o sobrestadías (en inglés, demurrages) y debe indemnizar al fletante por este tiempo en que el buque ha estado a su disposición fuera de lo pactado. Las cantidades de la indemnización están establecidas en la póliza de fletamento.
Si el fletador es capaz de reducir el tiempo de carga y descarga, el armador puede disponer del buque antes del momento pactado en la póliza; por eso, abona al fletador una bonificación de «pronto despacho» (en inglés, dispatch money). Si las cantidades de la bonificación no están descritas en la póliza de fletamento, suelen calcularse como la mitad de lo especificado para las demoras.

## Días de plancha
Días de plancha (o laydays, en inglés) se refiere al momento en que el buque debe presentarse en puerto para que el «fletador» pueda proceder a la carga. Si el buque llega antes de los días especificados, el fletador no tiene obligación de hacerse cargo del buque antes de la fecha.
Si, por el contrario, el buque llega después de los días de plancha especificados, se puede cancelar el contrato o «póliza de fletamento». Por ese motivo, los días de plancha se conocen con la abreviatura ‘Laycan’ (de Laydays and Cancelling).